# Tselina (satellite)

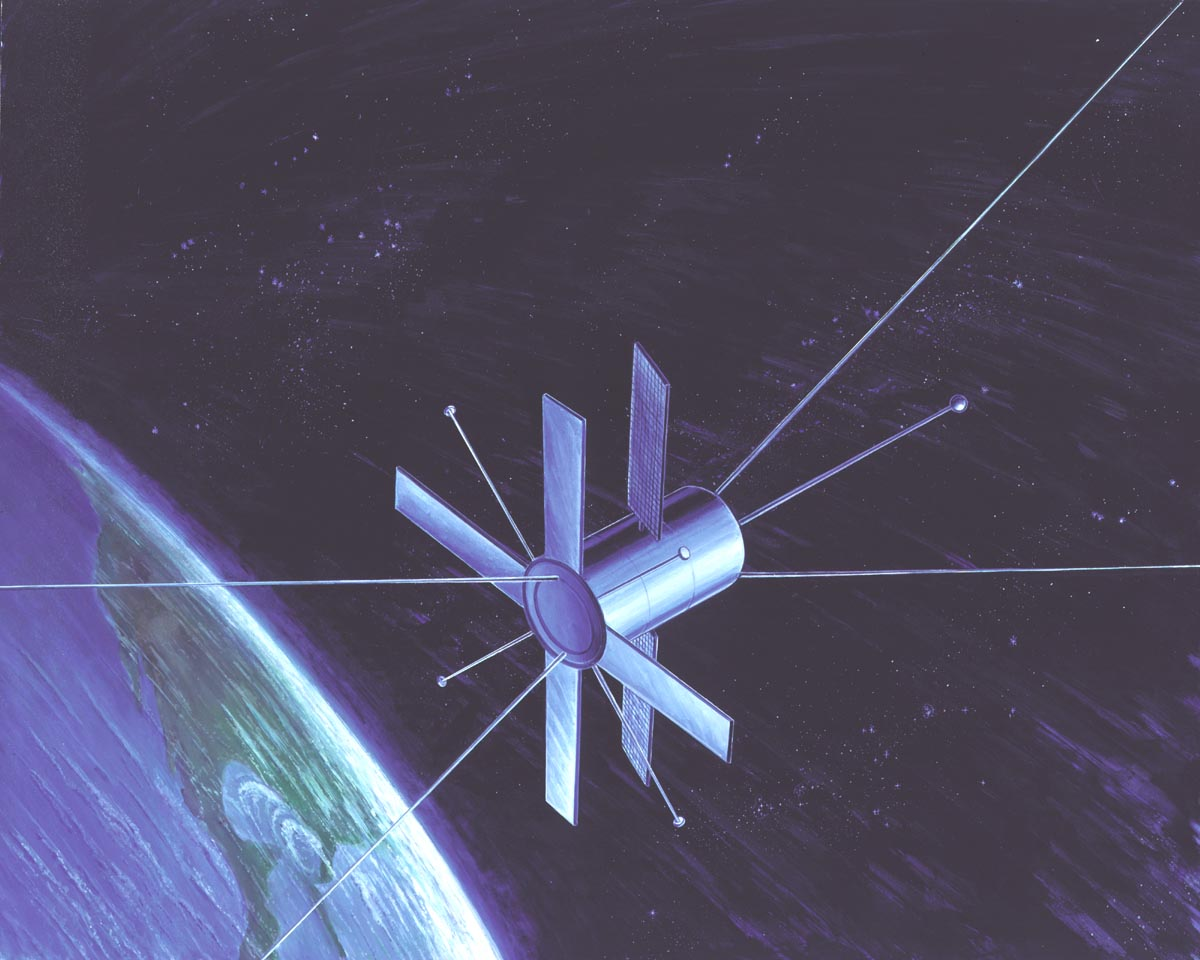
Vue d'artiste du satellite "Tselina O" Cosmos 389 de 1970.

Tselina (rus. Целина en français Terre vierge) est la première famille de satellites de renseignement d'origine électromagnétique soviétique puis russe. Ce type de satellite est utilisé pour obtenir des renseignements à partir des émissions électromagnétiques d'appareillages électroniques (radars...). Le satellite est développé dans les années 1960 par le Bureau d'études Ioujnoïe situé en Ukraine depuis la dissolution de l'Union soviétique. Le premier lancement réussi a lieu en 1967 et le système est devenu opérationnel au début des années 1970. 130 satellites Tselina répartis en plusieurs versions sont construits, dont le dernier exemplaire est placé en orbite en 2007. Les  Lotos, développés pour remplacer les Tselina, ont commencé à être déployés en 2009.

## Historique

### Apparition du renseignement électronique spatial
À compter de la seconde guerre mondiale l'interception des émissions électroniques émises par les équipements radio, télémétriques et les radars devient une méthode de renseignement opérationnelle permettant de déterminer les caractéristiques et les mouvements des forces armées ennemies Dès le début de l'ère spatiale, l'Union soviétique décide d'équiper ses premiers satellites de renseignement optique Zenit d'un récepteur expérimental baptisé Kust (buisson) capable d'intercepter les émissions radio. Cet équipement est développé par l'institut de recherche TsNII-108. En aout 1960 l'OKB-586 (futur Bureau d'études Ioujnoïe), installé à Dnepropetrovsk, reçoit la commande d'un satellite baptisé DS-KB, destiné à mettre au point les méthodes et les matériels permettant de déterminer les caractéristiques d'un radar depuis l'espace.

### Développement des Tselina D et O
Un programme de développement en deux étapes est mis sur pied par les responsables soviétiques. Le Bureau d'études Ioujnoïe doit d'abord développer deux satellites expérimentaux, DS-K40 (DS pour Dneprovskiy Sputnik désigne les satellites développés par ce bureau d'étude)  à partir de plateformes de modèles existants DS-U1 et DS-U2. Dans une deuxième étape, qui débute en 1964, un système opérationnel baptisé Tselina (Terre vierge en russe) est développé. Il comprend deux types de satellites : les Tselina O à basse sensibilité sont chargés de repérer les radars tandis que les Tselina D à haute sensibilité sont chargés d'en analyser les caractéristiques. L'institut de recherche TsNII-108 développe la charge utile tandis que l'OKB-586 est responsable de la conception globale des satellites. Le 28 décembre 1965 et le 21 février 1966 les satellites expérimentaux DS-KB sont lancés par une fusée Cosmos-2 mais les deux tirs sont des échecs. Néanmoins le développement des Tselina se poursuit. Les Tselina O, plus simples, sont les premiers à être mis au point. Le lancement du premier Tselina O a lieu en 1967 depuis le cosmodrome de Plessetsk. Les tests en orbite s'achèvent en juin 1970 et le gouvernement déclare le système opérationnel en mars 1972. Le lancement du premier Tselina D a lieu en 1970. Des difficultés de mise au point du système et l'augmentation de la masse du satellite en phase de développement repoussent la mise en service opérationnelle du système jusqu'en 1976. Les deux types de satellites sont utilisés conjointement jusqu'en 1984. À compter de cette date, les Tselina O sont abandonnés et ses fonctions sont incorporées dans les Tselina D. En 1981 une deuxième station de réception des signaux émis par les satellites est inaugurée,,.

### Développement des Tselina 2
L'étude de la génération suivante des Tselina débute en mars 1973. L'équipe industrielle est reconduite pour le développement des Tselina-2 dont l'étude préliminaire est achevée au premier trimestre 1974. Le lancement du premier satellite est planifié début 1980 avec une entrée en service opérationnel en 1982. Le cahier des charges du nouveau satellite entraine une forte augmentation de la masse qui ne permet pas sa mise en orbite par le lanceur Tsiklon-3 utilisé pour les Tselina D. Le ministre chargé de l'industrie spatiale (Ministère des constructions mécaniques ou MOM) décide de confier le lancement des Tselina-2 au lanceur Zenit. Mais celui-ci est en cours de développement et le lancement du premier satellite doit être repoussé au second trimestre 1981. Profitant de la capacité du nouveau lanceur, les ingénieurs décident d'ajouter au satellite la capacité de transmettre les données en temps réel en passant par des satellites relais ainsi que d'autres fonctions qui contribuent encore à augmenter sa masse. Le développement de la fusée Zenit ayant encore pris du retard, les responsables soviétiques décident de modifier le satellite pour qu'il puisse être mis en orbite par une fusée Proton en attendant que la mise au point du nouveau lanceur s'achève. Le premier satellite Tselina-2 est lancé en septembre 1984 sous l'appellation Cosmos-1603. Deux autres satellites sont lancés par des fusées Proton avant que la fusée Zenit prenne le relais le 13 mai 1987,.

## Mise en œuvre
Le développement relativement rapide des Tselina O et le caractère secret du programme, qui constitue un handicap pour la résolution des problèmes, sont à l'origine d'une mauvaise fiabilité qui ne sera résolue qu'au cours des années 1970. Les Tselina O sont utilisés durant 15 ans conjointement avec les Tselina D avant d'être abandonnés lorsque leurs fonctions sont prises en charge par ces derniers. Pour assurer une couverture complète, plusieurs satellites Tselina sont opérationnels simultanément. Ils circulent sur des plans orbitaux séparés de 30° (pour les Tselina-D). Ces satellites peuvent non seulement repérer et classifier les émissions radar mais également déterminer leur mode de fonctionnement et déterminer les échanges avec les unités militaires qui les supervisent. Cette dernière information est exploitée ensuite pour repérage par les satellites de reconnaissance optique. Les données sont enregistrées à bord avant d'être transmises lors du survol des stations de réception. Les Tselina 2 permettent de transférer en temps réel les données grâce au recours à des satellites de télécommunications relais Potok placés en orbite géostationnaire. À partir de 1991, à la suite de la dissolution de l'Union soviétique, la Russie intègre les satellites Tselina dans son système de défense. La désorganisation de l'économie et les relations tendues avec l'Ukraine qui est devenu de facto le constructeur des Tselina et de son lanceur Zenit, entrainent un abaissement de la cadence des lancements qui passe de 6 à 1 satellites par an entre 1989 et 1995 puis devient sporadique à partir de 1998 (lancement d'un unique satellite en 2000, 2004 et 2007). Les Tselina n'assurent plus qu'une couverture très partielle qui n'est toujours pas rétablie en 2014 malgré les lancements des deux premiers satellites de la génération suivante Lotos. L'existence du système Tselina est longtemps restée secrète. Les Tselina D utilisant la même orbite que les satellites météorologiques soviétiques de première génération Meteor, les observateurs occidentaux, constatant qu'ils n'émettent aucun signal, les ont pris initialement pour des satellites Meteor en panne.

## Les successeurs des Tselina; les satellites Lotos
À la suite de la dissolution de l'Union soviétique en 1991, le constructeur des Tselina, le Bureau d'études Ioujnoïe situé à Dnepropetrovsk, se retrouve en territoire ukrainien. Les dirigeants russes décident de rapatrier sur leur territoire un savoir-faire jugé stratégique : dans le cadre du programme Liana mis sur pied à cet effet, le développement d'une nouvelle génération de satellite, baptisée Lotos et construite par des établissements russes est décidée. Le lancement du premier satellite de ce type a lieu en 1999.

## Caractéristiques techniques

### Tselina O
Les Tselina O sont chargés de localiser les sources radar. Cette information est ensuite exploitée par les Tselina D pour déterminer leurs caractéristiques détaillées. Les Tselina sont des petits satellites de 434 kg comportant 4 panneaux solaires déployables. La charge utile GKRE est développée par  TsNII-108.

### Tselina D
Lancé en 1982, un satellite Tselina-D inactif est détruit en 2021 à l'occasion d'un test de tir de missile antisatellite russe.

### Tselina 2
Les Tselina 2 sont des satellites plus lourds que les Tselina D avec une masse presque doublée à 3 250 kg. Ces satellites stabilisés 3 axes comportent un module d'instrumentation pressurisé, une bôme déployable assurant en parie la stabilisation de l'engin par gradient de gravité. Les panneaux solaires cruciformes sont orientables avec un degré de liberté et fournissent 350 watts. La précision de pointage est de 5° en roulis et de 10° pour les autres axes. La dérive est de 0,02° par seconde.
| Modèle    | Dates lancement | Lanceurs               | Base de lancement | Orbite                                   | Masse      | Durée de vie | Nbre exemplaires / échecs | Description                                                                              |
| --------- | --------------- | ---------------------- | ----------------- | ---------------------------------------- | ---------- | ------------ | ------------------------- | ---------------------------------------------------------------------------------------- |
| Tselina O | 1967-1982       | Cosmos-3M              | Plessetsk         | altitude 525 km × 525 km inclinaison 74° | 228-434 kg | 6 mois       | 41 / 2                    | Associé au Tselina D ; localise les émissions radars                                     |
| Tselina D | 1970-1994       | Vostok-2M Tsiklon-3    | Plessetsk         | altitude 544 km × 566 km inclinaison 82° | 1 750 kg   | 6 mois       | 69 / 2                    | Initialement associé au Tselina O ; recueille les caractéristiques détaillées des radars |
| Tselina R | 1986-1993       | Tsiklon-3              | Plessetsk         | altitude 544 km × 566 km inclinaison 82° | 1 750 kg   | 6 mois       | 4 / 0                     | Version améliorée de Tselina D                                                           |
| Tselina 2 | 1984-2007       | Proton K Zenit 2 et 2M | Baïkonour         | altitude 850 km × 850 km inclinaison 71° | 3 250 kg   | 1 an         | 23 / 5                    | Version fortement améliorée des Tselina D                                                |